# Matthieu Ligoule
Matthieu Ligoule, né le 6 mars 1983 à Bordeaux, est un footballeur français évoluant au poste de milieu de terrain à l'US Orléans. Il mesure 1,79 m pour 75 kg.

## Biographie
Jouant au Stade bordelais avec les catégories de jeunes, il rejoint le FC Libourne-Saint-Seurin en 2002 (avec son frère jumeau Sébastien).
Avec Libourne, il monte en National après avoir remporté le groupe D de CFA en 2002-2003.
Puis lors de la saison 2005-2006, il contribue à la montée de Libourne de National en Ligue 2 en disputant 36 matchs (la plupart en tant que titulaire).
En Ligue 2, en deux saisons (2006-2007 et 2007-2008), il dispute 57 matchs (dont 42 en tant que titulaire) sous le maillot de Libourne.
Lors de la saison 2008-2009, il joue en National, à la suite de la descente de son club. Puis, il évolue en CFA lors de la saison 2009-2010, à la suite de la nouvelle relégation de Libourne.
En juillet 2010, il signe en faveur de l'US Orléans tout fraîchement monté en National.
Le 4 mai 2018, le milieu défensif met fin à sa carrière de joueur lors du dernier match à domicile de l'USO et raccroche ses crampons après avoir porté 221 fois le maillot jaune et rouge.

## Carrière
- 1999-2002 :  Stade bordelais (-15 ans et -17 ans National)
- 2002-2010 :  FC Libourne (CFA, National et Ligue 2)
- 2010-2018 :  US Orléans (National et Ligue 2)[2]